# Pływanie na Letniej Uniwersjadzie 2009
Pływanie na Letniej Uniwersjadzie 2009 odbyło się w dniach 5–11 lipca na pływalni SRC Tašmajdan w Belgradzie.
Pływalnia oddalona jest od wioski akademickiej o sześć kilometrów czyli około 15 minut drogi samochodem.
Rozdanych zostało 40 kompletów medali. Po 20 w konkurencjach męskich jak i żeńskich.
Zawodnicy rywalizowali w 5 stylach: dowolnym, motylkowym, klasycznym, grzbietowym oraz zmiennym.

## Obiekty
| Obiekt              | Miasto  | Odległość od wioski uniwersyteckiej | Odległość od wioski uniwersyteckiej | Funkcja           |
| Obiekt              | Miasto  | Kilometry                           | Czas                                | Funkcja           |
| Stadion OFK Beograd | Belgrad | 6,0                                 | 15 min                              | Zawody i treningi |

## Konkurencje

### Mężczyźni
| Styl dowolny - 50 metrów - 100 metrów - 200 metrów - 400 metrów - 800 metrów - 1500 metrów - sztafeta 4 × 100 m - sztafeta 4 × 200 m | Styl motylkowy - 50 metrów - 100 metrów - 200 metrów | Styl grzbietowy - 50 metrów - 100 metrów - 200 metrów | Styl klasyczny - 50 metrów - 100 metrów - 200 metrów | Styl zmienny - 200 metrów - 400 metrów - sztafeta 4 × 100 m |

### Kobiety
| Styl dowolny - 50 metrów - 100 metrów - 200 metrów - 400 metrów - 800 metrów - 1500 metrów - sztafeta 4 × 100 m - sztafeta 4 × 200 m | Styl motylkowy - 50 metrów - 100 metrów - 200 metrów | Styl grzbietowy - 50 metrów - 100 metrów - 200 metrów | Styl klasyczny - 50 metrów - 100 metrów - 200 metrów | Styl zmienny - 200 metrów - 400 metrów - sztafeta 4 × 100 m |

## Terminarz finałów
| - 18:15 - 18:23 – 400 metrów stylem dowolnym mężczyzn - 18:38 - 18:48 – 400 metrów stylem zmiennym kobiet - 19:23 - 19:30 – sztafeta 4 × 100 metrów stylem dowolnym kobiet - 19:30 - 19:37 – sztafeta 4 × 100 metrów stylem dowolnym mężczyzn |
| - 18:15 - 18:19 – 50 metrów stylem motylkowym mężczyzn - 18:27 - 18:31 – 100 metrów stylem grzbietowym mężczyzn - 18:37 - 18:41 – 50 metrów stylem motylkowym kobiet - 18:41 - 18:45 – 100 metrów stylem klasycznym mężczyzn - 19:15 - 19:20 – 200 metrów stylem grzbietowym kobiet |
| - 18:15 - 18:26 – 800 metrów stylem dowolnym mężczyzn - 18:52 - 18:57 – 200 metrów stylem dowolnym mężczyzn - 18:57 - 19:01 – 100 metrów stylem klasycznym kobiet - 19:17 - 19:21 – 100 metrów stylem dowolnym kobiet - 19:21 - 18:26 – 200 metrów stylem zmiennym mężczyzn |
| - 18:15 - 18:26 – 800 metrów stylem dowolnym kobiet - 18:26 - 18:31 – 200 metrów stylem zmiennym kobiet - 18:58 - 19:04 – 200 metrów stylem klasycznym mężczyzn - 19:04 - 19:08 – 100 metrów stylem grzbietowym kobiet - 19:08 - 19:13 – 200 metrów stylem motylkowym mężczyzn - 19:29 - 19:33 – 50 metrów stylem grzbietowym mężczyzn - 19:39 - 19:49 – sztafeta 4 × 200 metrów stylem dowolnym kobiet                                                          |
| - 18:15 - 18:33 – 1500 metrów stylem dowolnym mężczyzn - 18:57 - 19:03 – 200 metrów stylem klasycznym kobiet - 19:03 - 19:07 – 100 metrów stylem dowolnym mężczyzn - 19:36 - 19:40 – 100 metrów stylem motylkowym kobiet |
| - 18:15 - 18:33 – 1500 metrów stylem dowolnym kobiet - 18:40 - 18:44 – 100 metrów stylem motylkowym mężczyzn - 18:44 - 18:49 – 200 metrów stylem dowolnym kobiet - 19:14 - 19:18 – 50 metrów stylem grzbietowym kobiet - 19:18 - 19:23 – 200 metrów stylem grzbietowym mężczyzn - 19:33 - 19:37 – 50 metrów stylem klasycznym mężczyzn - 19:56 - 20:06 – sztafeta 4 × 200 metrów stylem dowolnym mężczyzn                                                        |
| - 18:15 - 18:19 – 50 metrów stylem dowolnym kobiet - 18:19 - 18:23 – 50 metrów stylem dowolnym mężczyzn - 18:23 - 18:27 – 50 metrów stylem klasycznym kobiet - 18:27 - 18:32 – 200 metrów stylem motylkowym kobiet - 18:44 - 18:52 – 400 metrów stylem zmiennym mężczyzn - 19:02 - 19:10 – 400 metrów stylem dowolnym kobiet - 19:16 - 19:23 – sztafeta 4 × 100 metrów stylem zmiennym kobiet - 19:23 - 19:30 – sztafeta 4 × 100 metrów stylem zmiennym mężczyzn |

## Klasyfikacja medalowa
| Klasyfikacja medalowa |                   |    |    |    |       |
| Miej.                 | Państwo           |    |    |    | Razem |
| 1                     | Stany Zjednoczone | 10 | 12 | 4  | 26    |
| 2                     | Japonia           | 10 | 6  | 14 | 30    |
| 3                     | Polska            | 4  | 0  | 2  | 6     |
| 4                     | Włochy            | 2  | 6  | 4  | 12    |
| 5                     | Białoruś          | 2  | 1  | 1  | 4     |
| 6                     | Rosja             | 2  | 0  | 6  | 8     |
| 7                     | Hongkong          | 2  | 0  | 0  | 2     |
| 7                     | Słowenia          | 2  | 0  | 0  | 2     |
| 7                     | Ukraina           | 2  | 0  | 0  | 2     |
| 10                    | Kanada            | 1  | 4  | 2  | 7     |
| 11                    | Niemcy            | 1  | 2  | 0  | 3     |
| 12                    | Kenia             | 1  | 1  | 1  | 3     |
| 13                    | Wielka Brytania   | 1  | 0  | 0  | 1     |
| 14                    | Serbia            | 0  | 2  | 2  | 4     |
| 15                    | Chiny             | 0  | 2  | 1  | 2     |
| 16                    | Francja           | 0  | 1  | 2  | 3     |
| 17                    | Australia         | 0  | 1  | 0  | 1     |
| 17                    | Brazylia          | 0  | 1  | 0  | 1     |
| 17                    | Korea Południowa  | 0  | 1  | 0  | 1     |
| 20                    | Czechy            | 0  | 0  | 1  | 1     |
| 20                    | Izrael            | 0  | 0  | 1  | 1     |
| 20                    | Litwa             | 0  | 0  | 1  | 1     |
| 20                    | Południowa Afryka | 0  | 0  | 1  | 1     |

## Medale
| Konkurencja                             | Złoto                                                                                                 | Srebro | Brąz                                                                                  |
| Mężczyźni                               | | |                                                                                       |
| 50 metrów stylem dowolnym               | Andrea Rolla                                                                                          | Siergiej Fiesikow Boris Steimetz                                                                                                | nie przyznano                                                                         |
| 100 metrów stylem dowolnym              | Siergiej Fiesikow                                                                                     | Cameron Prosser | Jason Dunford                                                                         |
| 200 metrów stylem dowolnym              | Sho Uchida                                                                                            | Douglas Robinson | Shogo Hihara                                                                          |
| 400 metrów stylem dowolnym              | Przemysław Stańczyk                                                                                   | Chad Eric Latourette | Federico Colbertaldo                                                                  |
| 800 metrów stylem dowolnym              | Chad Eric Latourette                                                                                  | Federico Colbertaldo | Przemysław Stańczyk                                                                   |
| 1500 metrów stylem dowolnym             | Przemysław Stańczyk                                                                                   | Chad Eric Latourette | Federico Colbertaldo                                                                  |
| 50 metrów stylem motylkowym             | Jernej Godec                                                                                          | Jason Dunford | Christopher Brady                                                                     |
| 100 metrów stylem motylkowym            | Jason Dunford                                                                                         | Christopher Brady | Maksim Ganikin Michal Rubáček                                                         |
| 200 metrów stylem motylkowym            | Paweł Korzeniowski                                                                                    | Kazuya Kaneda | Ryusuke Sakata Maksim Ganikin                                                         |
| 50 metrów stylem grzbietowym            | Jun’ya Koga                                                                                           | Ryōsuke Irie | Gaj Barnea                                                                            |
| 100 metrów stylem grzbietowym           | Ryōsuke Irie                                                                                          | Helge Meeuw | Jun’ya Koga                                                                           |
| 200 metrów stylem grzbietowym           | Ryōsuke Irie                                                                                          | Patrick Schirk | Kazuki Watanabe                                                                       |
| 50 metrów stylem klasycznym             | Kevin Swander                                                                                         | Felipe Silva | Čaba Silađi                                                                           |
| 100 metrów stylem klasycznym            | Ihor Borysyk                                                                                          | Fabio Scozzoli | Hiromasa Sakimoto                                                                     |
| 200 metrów stylem klasycznym            | Ihor Borysyk                                                                                          | Naoya Tomita | Giedrius Titenis                                                                      |
| 200 metrów stylem zmiennym              | Alex Vanderkaay                                                                                       | Keith Beavers | Yuma Kosaka                                                                           |
| 400 metrów stylem zmiennym              | Mateusz Matczak                                                                                       | Alex Vanderkaay | Yuya Horihata                                                                         |
| sztafeta 4 × 100 metrów stylem dowolnym | Stany Zjednoczone Christopher Brady William Copeland Douglas Robinson Eric McGinnis                   | Włochy Vittorio Dinia Michelle Santucci Andrea Rolla Lorenzo Benatti Nicola Cassio                                              | Francja Sebastien Bodet Antoine Galavtine Joris Hustache Boris Steimetz Kevin Trannoy |
| sztafeta 4 × 200 metrów stylem dowolnym | Japonia Sho Uchida Shogo Hihara Shunsuke Kuzuhara Yasunori Mononobe                                   | Stany Zjednoczone Robert Bollier Alex Vanderkaay Douglas Robinson Matthew Patton Chad Eric Latourette                           | Kanada Keith Beavers Ray Betuzzi Rory Biskupski Brian Johns Matthew Swanston          |
| sztafeta 4 × 100 metrów stylem zmiennym | Japonia Rammaru Harada Ryōsuke Irie Hiromasa Sakimoto Shimpei Irie                                    | Włochy Stefano Iacobone Enrico Catalano Vittorio Dinia Marco Sommaripa Matteo Giordano Rudy Goldin Fabio Scozzoli Nicola Cassio | Francja Tony de Pellegrini Cyril Marchant Eric Ress Boris Steimetz                    |
| Kobiety                                 | | |                                                                                       |
| 50 metrów stylem dowolnym               | A. Hierasimienia                                                                                      | Dorothea Brandt | Michelle King                                                                         |
| 100 metrów stylem dowolnym              | Hannah Wilson                                                                                         | A. Hierasimienia | Miroslava Najdanovski Madison Kennedy                                                 |
| 200 metrów stylem dowolnym              | Sara Isakovič                                                                                         | Kevyn Peterson | Kristen Heiss                                                                         |
| 400 metrów stylem dowolnym              | Kevyn Peterson                                                                                        | Kristen Heiss | Leone Vorster                                                                         |
| 800 metrów stylem dowolnym              | Whitney Sprague                                                                                       | Yumi Kida | Roberta Ioppi                                                                         |
| 1500 metrów stylem dowolnym             | Yumi Kida                                                                                             | Whitney Sprague | Natsumi Iwashida                                                                      |
| 50 metrów stylem motylkowym             | Swietłana Kokalowa                                                                                    | Cristina Maccagnola | Hong Wenwen                                                                           |
| 100 metrów stylem motylkowym            | Hannah Wilson                                                                                         | Hong Wenwen | Ayano Kuroki                                                                          |
| 200 metrów stylem motylkowym            | Annika Mehlhorn                                                                                       | Lyndsey de Paul | Haruka Minamizono                                                                     |
| 50 metrów stylem grzbietowym            | Shiho Sakai                                                                                           | Xu Tianlongzi | A. Hierasimienia                                                                      |
| 100 metrów stylem grzbietowym           | Shiho Sakai                                                                                           | Katy Murdoch | Eri Tabei                                                                             |
| 200 metrów stylem grzbietowym           | Stephanie Proud                                                                                       | Kristen Heiss | Tomoyo Fukuda                                                                         |
| 50 metrów stylem klasycznym             | Daria Diejewa                                                                                         | Kim Dal Eun | Ewa Ścieszko                                                                          |
| 100 metrów stylem klasycznym            | Chiara Bogiatto                                                                                       | Nađa Higl | Hitomi Nose                                                                           |
| 200 metrów stylem klasycznym            | Rie Kaneto                                                                                            | Nađa Higl | Alona Aleksiewa                                                                       |
| 200 metrów stylem zmiennym              | Ava Ohlgren                                                                                           | Asami Kitagawa | Tomoyo Fukuda                                                                         |
| 400 metrów stylem zmiennym              | Ava Ohlgren                                                                                           | Lyndsay de Paul | Swietłana Karpiejewa                                                                  |
| sztafeta 4 × 100 metrów stylem dowolnym | Stany Zjednoczone Morgan Scroggy Ava Ohlgren Chelsea Nauta Michelle King Madison Kennedy              | Japonia Misaki Yamaguchi Yayoi Matsumoto Shiho Sakai Asami Kitagawa                                                             | Kanada Breanna Hendriks Seanna Mitchell Katy Murdoch Hayley Nell Marie Pier Ratelle   |
| sztafeta 4 × 200 metrów stylem dowolnym | Stany Zjednoczone Morgan Scroggy Ava Ohlgren Chelsea Nauta Kristen Heiss                              | Kanada Breanna Hendriks Seanna Mitchell Katy Murdoch Kevyn Peterson                                                             | Włochy Roberta Ioppi Ambra Migliori Erica Buratto Silvia Florio                       |
| sztafeta 4 × 100 metrów stylem zmiennym | Stany Zjednoczone Amanda Sims Morgan Scroggy Lauren Rogers Ava Ohlgren Madison Kennedy Katlin Freeman | Włochy Laura Simonetto Chiara Boggiatto Elena Gemo Erica Buratto Cristina Maccagnola                                            | Rosja Ksenia Moskwina Daria Diejewa Swietłana Karpiejewa Swietłana Fedułowa           |

## Wyniki

### Mężczyźni
| Styl dowolny - 50 metrów - 100 metrów - 200 metrów - 400 metrów - 800 metrów - 1500 metrów - sztafeta 4 × 100 m - sztafeta 4 × 200 m | Styl motylkowy - 50 metrów - 100 metrów - 200 metrów | Styl grzbietowy - 50 metrów - 100 metrów - 200 metrów | Styl klasyczny - 50 metrów - 100 metrów - 200 metrów | Styl zmienny - 200 metrów - 400 metrów - sztafeta 4 × 100 m |

### Kobiety
| Styl dowolny - 50 metrów - 100 metrów - 200 metrów - 400 metrów - 800 metrów - 1500 metrów - sztafeta 4 × 100 m - sztafeta 4 × 200 m | Styl motylkowy - 50 metrów - 100 metrów - 200 metrów | Styl grzbietowy - 50 metrów - 100 metrów - 200 metrów | Styl klasyczny - 50 metrów - 100 metrów - 200 metrów | Styl zmienny - 200 metrów - 400 metrów - sztafeta 4 × 100 m |